# Cantonul Évry-Nord
Cantonul Évry-Nord este un canton din arondismentul Évry, departamentul Essonne, regiunea Île-de-France, Franța.

## Comune
| Comune        | Populație (1999) | Cod poștal | Cod INSEE   |
| ------------- | ---------------- | ---------- | ----------- |
| Courcouronnes | 13.812 hab.      | 91080      | 91 2 39 182 |
| Évry          | 52.135 hab.      | 91000      | 91 2 97 228 |